# Meliha Fakić
Meliha Fakić (Tuzla, 4. veljače 1967.) je bosanskohercegovačka televizijska i kazališna glumica. 

## Životopis
Diplomirala je 1989. godine na Akademiji scenskih umjetnosti u Sarajevu. Članica je ansambla Narodnog kazališta u Tuzli. Najpoznatija je po ulozi Alme Husike u seriji Viza za budućnost, te ulozi babe Bebe u seriji Dar mar.

## Filmografija

### Televizijske uloge
- "Dar mar" kao Bernarda Zlonoga "baba Beba" #1 (2020. – 2021.)
- "Kud puklo da puklo" kao Ljiljana (2014.)
- "Periferija city" kao Asima Kamenić (2010.)
- "Viza za budućnost" kao Alma Husika (2002. – 2008.)

### Filmske uloge
- "Slunjska brda - život ili smrt" (2006.)
- "Stanica običnih vozova" (1990.)

## Vanjske poveznice
- Meliha Fakić u internetskoj bazi filmova IMDb-u (engl.)